# Zoological Record
«The Zoological Record» (ZR) — міжнародний зоологічний журнал, що публікує назви тварин. Неофіційний світовий регістр усіх наукових назв (таксонів) у зоології.

## Історія
Журнал засновано в 1864 році. Він стартував під егідою Зоологічного товариства Лондона (Zoological Society of London) і спочатку називався The Record of Zoological Literature.
Засновниками стали Альберт Гюнтер і група зоологів, що асоціювалися з Музеєм природознавства (Лондон) і Зоологічним товариством Лондона. Перший том був виданий Джоном ван Вурстом (John Van Voorst) в 1865 році, в якому був огляд зоологічної літератури за 1864 рік.
Сучасну назву Zoological Record набув у 1870 році.
З 1980 до 2004 журнал видавався організацією BIOSIS, а починаючи з 2004 року його видає компанія Thomson Reuters.
Щорічно в журналі публікується 75 тис. нових записів; всього з 1864 року враховано близько 3,5 млн назв тварин усіх рангів (з урахуванням знехтуваних і синонімів).
У січні 2001 року організація BIOSIS в партнерстві з Cambridge Scientific Abstracts почали створення нової близької за тематикою бази даних Zoological Record Plus, яка включає реферати з бази даних Biological Sciences database, продукованою CSA.
Організація BIOSIS також створила Index to Organism Names [Архівовано 17 листопада 2007 у Wayback Machine.] (ION), вільну базу даних, яка служить онлайновим індексом усіх нових і старих назв таксонів тварин, опублікованих у журналі Zoological Record. З 2004 року (з переходом в компанію Thomson Reuters), ION став доповнюватися інформацією з інших баз даних, таких як BIOSIS Previews і Biological Abstracts.
З часом з'явилися схожі біологічні номенклатурні організації і бази даних. Наприклад, Committee on Data for Science and Technology (CODATA), the Global Biodiversity Information Facility (GBIF), Species 2000 і the Taxonomic Databases Working Group (TDWG). Он-лайнові бази даних існують і в інтернеті, наприклад, такі як Tree of Life Web Project, Encyclopedia of Life, Catalogue of Life і Wikispecies.

## Назви і нумерація
Журнал почав охоплювати своїми оглядами різні типи тварин не одночасно, а в різні роки. Оскільки класифікація мінялася з часом, то і назви і нумерація тематичних томів (серій) також змінювалася з роками. А «найтовщий» том (№ 13) зі списками назв нових таксонов комах з часом розділився на 6 нових: 13a — Комахи в цілому і дрібні ряди, 13b — Coleoptera, 13c — Diptera, 13d — Lepidoptera, 13e — Hymenoptera, 13f — Hemiptera.
| 1865              | 1900                                         | 1968                         | 2007                                     |
| ----------------- | -------------------------------------------- | ---------------------------- | ---------------------------------------- |
| 1. Mammalia       | 1. General Subjects                          | 1. Comprehensive zoology     | 1. Comprehensive zoology                 |
| 2. Aves           | 2. Mammalia                                  | 2. Protozoa                  | 2. Protozoa                              |
| 3. Reptilia       | 3. Aves                                      | 3. Porifera                  | 3. Porifera & Archaeocyatha              |
| 4. Pisces         | 4. Reptilia & Batrachia                      | 4. Coelenterata              | 4. Coelenterata & Ctenophora             |
| 5. Mollusca       | 5. Pisces                                    | 5. Echinodermata             | 5. Echinodermata                         |
| 6. Molluscoida    | 6. Tunicata                                  | 6. Vermes                    | 6A. Platyhelminthes & Nematoda etc.      |
| 7. Crustacea      | 7. Mollusca                                  | 7. Brachiopoda               | 6B. Annelida & Miscellaneous minor phyla |
| 8. Arachnida      | 8. Brachiopoda                               | 8. Bryozoa                   | 6C. Conodonta & Fossil miscellanea       |
| 9. Myriopoda      | 9. Bryozoa                                   | 9. Mollusca                  | 7. Brachiopoda                           |
| 10. Insecta       | 10. Crustacea                                | 10. Crustacea                | 8. Bryozoa (Polyzoa) & Entoprocta        |
| Coleoptera        | 11. Arachnida                                | 11. Trilobita                | 9. Mollusca                              |
| Hymenoptera       | 12. Myriopoda & Prototracheata               | 12. Arachnida                | 10. Crustacea                            |
| Lepidoptera       | 13. Insecta                                  | 13. Insecta                  | 11. Trilobitomorpha                      |
| Diptera           | 14. Echinoderma                              | 14. Protochordata            | 12. Arachnida & Дрібні групи arthropod   |
| Neuroptera        | 15. Vermes                                   | 15. Pisces                   | 13A. Комахи в цілому і дрібні ряди       |
| Orthoptera        | 16. Cœlenterata                              | 16. Amphibia                 | 13B. Coleoptera                          |
| Rhynchota         | 17. Spongiæ                                  | 17. Reptilia                 | 13C. Diptera                             |
| 11. Rotifera      | 18. Protozoa                                 | 18. Aves                     | 13D. Lepidoptera                         |
| 12. Annelida      | Алфавітний Index нових назв родів і підродів | 19. Mammalia                 | 13E. Hymenoptera                         |
| 13. Helminthes    |                                              | 20. Список нових родів, etc. | 13F. Hemiptera                           |
| 14. Echinodermata |                                              |                              | 14. Protochordata                        |
| 15. Cœlenterata   |                                              |                              | 15. Pisces                               |
| 16. Protozoa      |                                              |                              | 16. Amphibia                             |
|                   |                                              |                              | 17. Reptilia                             |
|                   |                                              |                              | 18. Aves                                 |
|                   |                                              |                              | 19. Mammalia                             |
|                   |                                              |                              | 20. Список нових таксономічних назв      |

## Виноски
1. 1 2 3 4 5 6 7 8 9 10  Biodiversity Heritage Library — 2006.
2. 1 2 3  The ISSN portal — Paris: ISSN International Centre, 2005. — ISSN 0144-3607
3. ↑  Internet Archive — 1996.
4. ↑  https://support.clarivate.com/ScientificandAcademicResearch/s/article/Zoological-Record-Print-Volume-Number-Information?language=en_US
5. 1 2  Bridson, G. D. R. (1968). The Zoological Record -- A Centenary Appraisal. Journal of the Society for the Bibliography of Natural History. 5 (1): 23—34.
6. ↑  Zoological Record — Science — Thomson Reuters
7. ↑  News Briefs: BIOSIS and CSA Release Zoological Record Plus. Information Today. 18 (1): 23. 2001. ISSN 8755-6286.
8. 1 2 3  Thorne, Joan (March 2003). Zoological Record and the registration of new names in zoology. 60 (1). Bulletin of Zoological Nomenclature: 7—11. ISSN 0007-5167. Архів оригіналу за 12 березня 2010. Процитовано 17 серпня 2015. [Архівовано 12 березня 2010 у Wayback Machine.]
9. ↑  The Record of Zoological Literature, 1865
10. ↑  The Zoological Record, 1900

## Ресурси Інтернету
- Zoological Record [Архівовано 30 квітня 2013 у Wayback Machine.](англ.)
- http://science.thomsonreuters.com/cgi-bin/jrnlst/jloptions.cgi?PC=B7 [Архівовано 17 липня 2015 у Wayback Machine.]
- http://www.organismnames.com/ [Архівовано 17 листопада 2007 у Wayback Machine.]